# Ergasilus ponticus
Ergasilus ponticus is een eenoogkreeftjessoort uit de familie van de Ergasilidae. De wetenschappelijke naam van de soort is voor het eerst geldig gepubliceerd in 1934 door Markevich.